# Елла Ламах
Елла Ламах (11 березня 1967) – українська громадська діячка, гендерна експертка, феміністка, правозахисниця.  
У співпраці з міжнародними організаціями, урядом та громадськими організаціями керувала проєктами освіти з прав дітей, підтримки сімейної та гендерної політики, запобігання насильству та торгівлі людьми, гендерних питань у сфері ВІЛ/СНІД. Співавторка та керівниця проєктів видання посібників з дебатів, практичного права, з рівних прав та можливостей. Одна з засновниць мережі та кампанії «Стоп насильству», мережі «Національна гендерна стратегічна платформа» (2008). Голова правління Всеукраїнської громадської організації «Центр “Розвиток демократії”» [Архівовано 1 квітня 2019 у Wayback Machine.]. 

## Життєпис
Народилася 11 березня 1967 року. З 1984 по 1987 навчалася в технікумі за спеціальністю механіка з теплоенергетики.
У 1992 вступила та в 1997 закінчила Національний педагогічний університет імені М. П. Драгоманова з бакалаврським ступенем із психології та педагогіки (методистка із дошкільної освіти).
З 2010 по 2011 проходила програму «Роль громадських організацій у сприянні глобальним проблемам жінок» у США, FY-2010 MRP.
У 2011 році – учасниця Представництва ООН в Україні, отримала сертифікат з гендерної політики.
2008-2010 – навчалася на магістратурі в Національній академії державного управління при Президентові України (НАДУ), протягом 2011-2014 аспірантура кафедри державної політики й управління політичними процесами.
2015-2016 – учасниця міжнародної програми ім. Фулбрайта (дослідниця в інституті Кеннана у Вашингтоні, тема дослідження «Американський досвід для України в розробці системи соціального забезпечення для ветеранів війни і їхніх сімей»).

## Діяльність
Знайомитися із питаннями прав жінок Елла Ламах почала з Союзу українок. Там надихалась видатними активістками, від яких дізналася про історію жіночого руху, фемінізм та права жінок з феміністичного ракурсу. У 1990-х роках Ламах очолювала молодіжне крило Союзу українок. Певний час розвивала гендерну тематику серед молоді, у школах, зокрема тему про права дівчат.
1994-1998 – координаторка програми Міжнародний фонд "Відродження". 
1996-2001 – директорка програми дебатів та практичного права «Інформаційні методи дебатного центру». Проводила тренінги та семінари з теми дебатів та практичного права. Була редакторкою щомісячного журналу для молоді «Дебати» та журналів «Методологія дебатів», «Практичне право» та «Демократія для всіх». Започатковувала Дебатні клуби та дебатні турніри, табори для підлітків та студентства, освітню програму «Практичне право» і «Юридичні клініки». 
З 1998 по 2000 – директорка програми грантів в організації «Жіночий консорціум України» від «Winrock International». 
У 2000-2004 – координаторка програми адвокації від «Winrock International», займалась правозахисною діяльністю для проекту «Економічні можливості жінок». 
З 2004 року працює з комітетами Верховної Ради з питань оновлення та просування закону «Про рівні права та можливості жінок і чоловіків в Україні». У 2004-2005 роках – менеджерка програм від Holt International Children’s Services.
У 2005-2011 – директорка департаменту сімейної, гендерної політики і демографічного розвитку Міністерства України у справах сім’ї, молоді і спорту. Займалась гендерними питаннями, питаннями родини, демографічних політик, запобігання домашньому насильству та протидії торгівлі людьми. Розробляла державні програми із забезпечення рівних прав і можливостей жінок і чоловіків, зокрема й останню Державну соціальну програму забезпечення рівних прав та можливостей жінок і чоловіків на період до 2021 року.
Протягом 2005–2008 років працювала директоркою департаменту сімейної, гендерної політики і демографічного розвитку Міністерства у справах сім’ї, молоді і спорту.
Організовувала, розробляла і проводила тренінгові програми для лідерів громадських організацій, державних службовців та місцевих органів влади з питань належного управління, гендерної політики, комунікації з громадськістю у процесі прийняття рішень, адвокації та комунікативних навичок, гнучкої демократії, прав людини та громадських ініціатив. 
У 2011 році займалась оцінкою системи охорони здоров’я для Abt Associates Inc. Була координаторкою UNFA в Україні з питань зміцнення безпеки товарів для репродуктивного здоров'я та комплексного програмування контрацепції. 
У 2011-2014 роках – директорка програм Центру розвитку демократії (ГО) з питань протидії насильству та торгівлі людьми, з гендерних питань трудових відносин, зайнятості та соціального захисту. 
У 2012 була консультанткою UNAIDS з питань гендерної складової у політиках щодо ВІЛ/СНІД в Україні. Також була тренеркою з питань гендерно-сензитивних сервісів для людей, що живуть з ВІЛ/СНІД для «Всеукраїнської мережі людей, що живуть з ВІЛ/СНІД». 
Брала участь в опрацюванні першого Національного плану дій з виконання резолюції Ради Безпеки ООН 1325 «Жінки, мир, безпека» на період до 2020 року та інших Національних програм з рівних прав та можливостей. 
Презентувала CEDAW Shadow Report комітету ООН у 2017 році від громадських організацій та у 2010 році як членкиня офіційної делегації з України. 
У 2016 та 2017 роках – консультантка ООН-Жінки для Міністерства соціальних політик. 
У 2018 році розробила онлайн-курс для керівників органів самоврядування з питань впровадження гендерної політики на місцевому рівні (4 повних модулі).
2014–понині – голова правління Всеукраїнської громадської організації «Центр “Розвиток демократії”» [Архівовано 1 квітня 2019 у Wayback Machine.].
Також була головою Координаційного комітету Національної кампанії «Стоп насильству», членкинею авторської групи «Гендерні питання в Україні» (посібник для школярів), членкинею Громадської ради з захисту дитинства Міністерства у справах сім'ї, дітей та молоді, головою Центру розвитку демократії, головою Дебатного центру (ГО) та головою всеукраїнського комітету з захисту прав дитини. Є експерткою з питань соціальної адаптації дітей-сиріт та захисту прав дітей.

## Позиція
Серед основних феміністичних ідей для себе виділяє, перш за все, жіноче лідерство та підкреслює його важливість у питаннях захисту прав жінок. По-друге – феміністичну освіту, яка б пояснювала, що таке феміністична ідеологія та її важливість. І по-третє – репродуктивні права жінок, протидію насильству проти жінок, дискримінації та сексизму. Також наголошує, що саме репродуктивним правам жінок та репродуктивному здоров’ю зараз приділяється найменше уваги і це становить найбільшу проблему з феміністичного погляду в Україні.  
Серед успішних здобутків фемінізму в Україні наводить постійний аналіз українського законодавства та внесення важливих змін у нього; привернення уваги до питань насильства проти жінок та торгівлі людьми; розвиток гендерної тематики в науковому та освітньому плані.

## Основні публікації
- Елла Ламах, «Ми різні — ми рівні». Основи культури ґендерної рівності: Навчальний посібник для учнів 9–12 класів загальноосвітніх навчальних закладів / За ред. Олени Семиколєнової. — К.: К.І.С., 2007. — 176 с. [Архівовано 1 квітня 2019 у Wayback Machine.]
- Елла Ламах. Гендерна складова у політиці протидії ВІЛ-інфекції в Україні // Вісник Національної академії державного управління при Президентові України. — 2013. — № 1. — С. 271–278. [Архівовано 21 січня 2022 у Wayback Machine.]
- Посібник із комплексного ґендерного підходу до протидії ВІЛ та СНІДу на робочих місцях. — Женева: Міжнародне бюро праці, 2011. [Архівовано 16 липня 2019 у Wayback Machine.]